# Éric Camilli
Éric Camilli, né le 6 septembre 1987 à Nice, est un pilote de rallye français. 
Pilote officiel pour le championnat du monde des rallyes (WRC) avec l'équipe M-Sport en 2016, il devient ensuite vice-champion du monde WRC-2 en 2017. Il rejoint ensuite l’écurie Volkswagen Motorsport en 2018 et roule de 2019 à 2023 pour Citroën Racing en WRC2 et en Championnat de France.

## Biographie

### Débuts: karting et premiers pas en rallye
Éric Camilli débute par le karting vers l’âge de 4 ans jusqu’à ses 10 ans en Minimes Cadets uniquement en loisir. De ses 15 à 17 ans, il retourne sur les circuits en catégorie Rotax Max pour s’attaquer à la compétition. Il finit 3e de la demi-finale du championnat du monde ainsi que vice-champion d'Europe avec l’écurie Tony Kart. Il abandonne ensuite le karting faute de budget.
Passionné de rallye depuis son plus jeune âge, il débute dans la discipline en 2008 au rallye du Plan-de-la-Tour, où il termine dans le top 20 avec une Peugeot 206 XS Volant ou de Coupe,. Il réalise notamment un 8e temps scratch, sous la pluie (sur 150 partants) et participe à deux autres rallyes en France. Une fois de plus n’ayant pas les ressources financières suffisantes pour le sport automobile, il quitte le monde de la compétition pour se consacrer à ses études d’expertise comptable. Il part vivre à Paris pour préparer son doctorat. 

### Carrière en rallye

#### Opération Rallye Jeunes
En 2012, il est éligible pour la dernière fois à l'opération Rallye Jeunes FFSA, formule de promotion en rallye. Sous l'impulsion de son père qui l'encourage à participer, il remporte la sélection et devient lauréat pour la saison 2012.
En 2013, il intègre le Team Rallye Jeunes FFSA avec un programme de six manches du championnat de France en Citroën DS3 R1 et deux en DS3 R3. son copilote est Pierre-Marien Leonardi,. Après une première moitié de saison d’apprentissage où il a pu avoir le rôle de voiture 00 ou voiture ouvreuse au Rallye de France-Alsace, il remporte deux succès de catégorie, au Rallye du Limousin, puis à celui du Mont-Blanc devant les protagonistes de la renommée Cup Twingo. La suite de la saison se poursuit avec deux Top 10 et la place de meilleur concurrent de sa catégorie au Critérium des Cévennes et au Rallye du Var. Deux crevaisons lui enlèvent la victoire de classe R3 dans ces deux rallyes.

#### 2014
L'année suivante, il s'engage en 208 Rally Cup avec Pierre-Marien Leonardi pour copilote. Pour sa découverte des rallyes sur terre, il termine deuxième du Rallye Terre des Causses, avant de remporter, en mai, la manche suivante au Rallye du Limousin devant Stéphane Lefebvre avec qui une amitié se crée. En juillet, il finit ensuite 2e au Rallye Terre de l’Auxerrois. Camilli ne prend pas part aux trois dernières manches de la 208 Rally Cup et termine malgré tout troisième au classement final. Son âge étant déjà avancé, il décide avec son préparateur Bernard Piallat de se consacrer au rallye d'Allemagne sur une DS3 R3T dans le cadre du Junior WRC. Il termine leader avec de nombreux scratchs à l'issue de l'étape 1 avant d’abandonner le lendemain. Toyota Motorsport le remarque et il est invité à participer à une sélection organisée en interne pour le retour de la firme en WRC en octobre. Ces concurrents sont Kevin Abbring, Pontus Tidemand, Stephane Lefebvre et Teemu Suninen. Sans expérience face à ses concurrents, il se montre très rapide sur asphalte comme sur terre, en découvrant de plus les voitures à 4 roues motrices. En novembre, il participe au Tour de Corse dans le cadre du championnat d'Europe des rallyes (ERC) en Peugeot 207 S2000. Pour son 1er rallye en 4 roues motrices, il remporte le groupe « S2000 » et se classe 4e du rallye en  avec les nouvelles générations de Peugeot 208 T16 R5 officielles de Kévin Abbring et Craig Breen. Fin novembre Éric Camilli est recruté par Toyota pour un contrat de 3 ans.

#### 2015, championnat du monde WRC-2

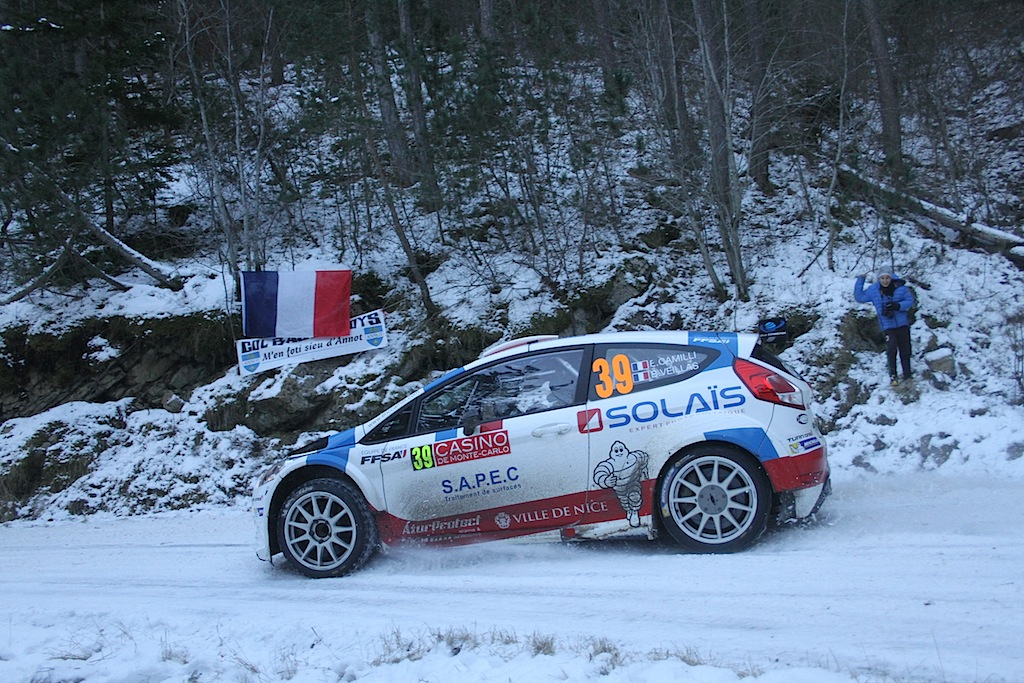
Rallye de Monte-Carlo 2015

En 2015, Toyota l'engage en championnat du monde où il participe au WRC-2 sur Ford Fiesta R5 du Team Oreca. Il développe en parallèle la future Toyota Yaris WRC sur des  terrains variés d’Europe aux côtés de Stéphane Sarrazin et Sebastian Lindholm. 
En janvier, au Rallye de Monte-Carlo, il crève dans la première spéciale. Il finit 4e en WRC2 réalisant un tiers des meilleurs temps ce qui l’aidera à se faire connaître des écuries de WRC pour ses débuts,.
Lors de cette année, Éric Camilli finit 2e du rallye d'Allemagne puis 3e au Tour de Corse, performances obtenues sur des terrains différents . Il obtient son premier scratch sur terre en Sardaigne. Il est trahi par sa mécanique en Espagne après avoir lutté face à l’armada Skoda. En fin d’année, sur le point de remporter le rallye de Grande-Bretagne après avoir dominé les deux premières étapes, un problème moteur dans la dernière spéciale l'empêche d'obtenir sa première victoire en WRC2. Il termine néanmoins  2e du rallye, pour sa première participation. 

#### 2016-2017, pilote officiel

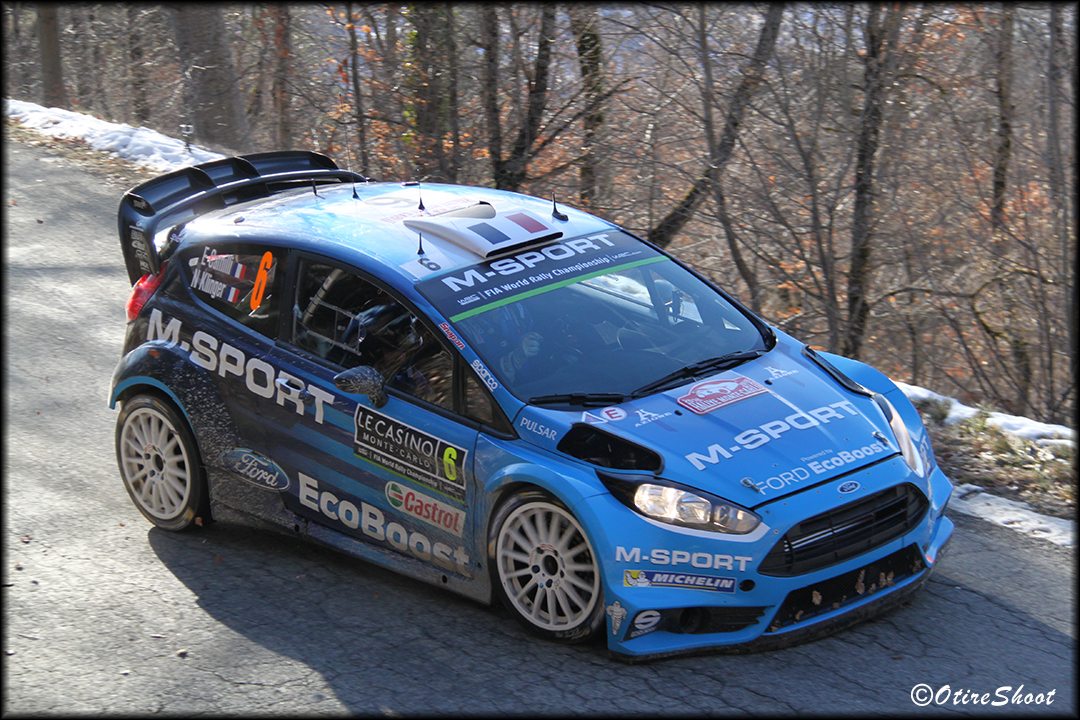
Rallye de Monte-Carlo 2016.

Malcolm Wilson, patron de M-Sport lui propose une place en WRC pour la saison 2016 aux côtés de Mads Ostberg, ce qu'il accepte. 
Il finit 5e du rallye du Portugal, 6e du Tour de Corse et remporte son 1er temps scratch en Sardaigne, et réalise de nombreux temps dans le top 3. Il est en cette année 2016 constamment en lutte avec son coéquipier Ostberg sur l'ensemble des rallyes de la saison notamment en Finlande ou en Pologne.
Malcolm Wilson décide de le garder pour la saison 2017. Il participe au développement de la nouvelle WRC aux côtés de Ott Tanak. Mais l'arrivée de Sébastien Ogier en fin d’année à la suite de l’arrêt de Volkswagen en WRC place Camilli en WRC2 pour 2017. 
Il finit vice-champion du monde WRC2 avec 1 victoires et 3 podiums, derrière Pontus Tidemand et devant le Finlandais Teemu Suninen son équipier. Il perd la victoire en Espagne sur problèmes mécaniques, gagne en Allemagne, et se classe 2e au Mexique et en Grande-Bretagne.

#### Saisons 2018 - 2019 - 2020

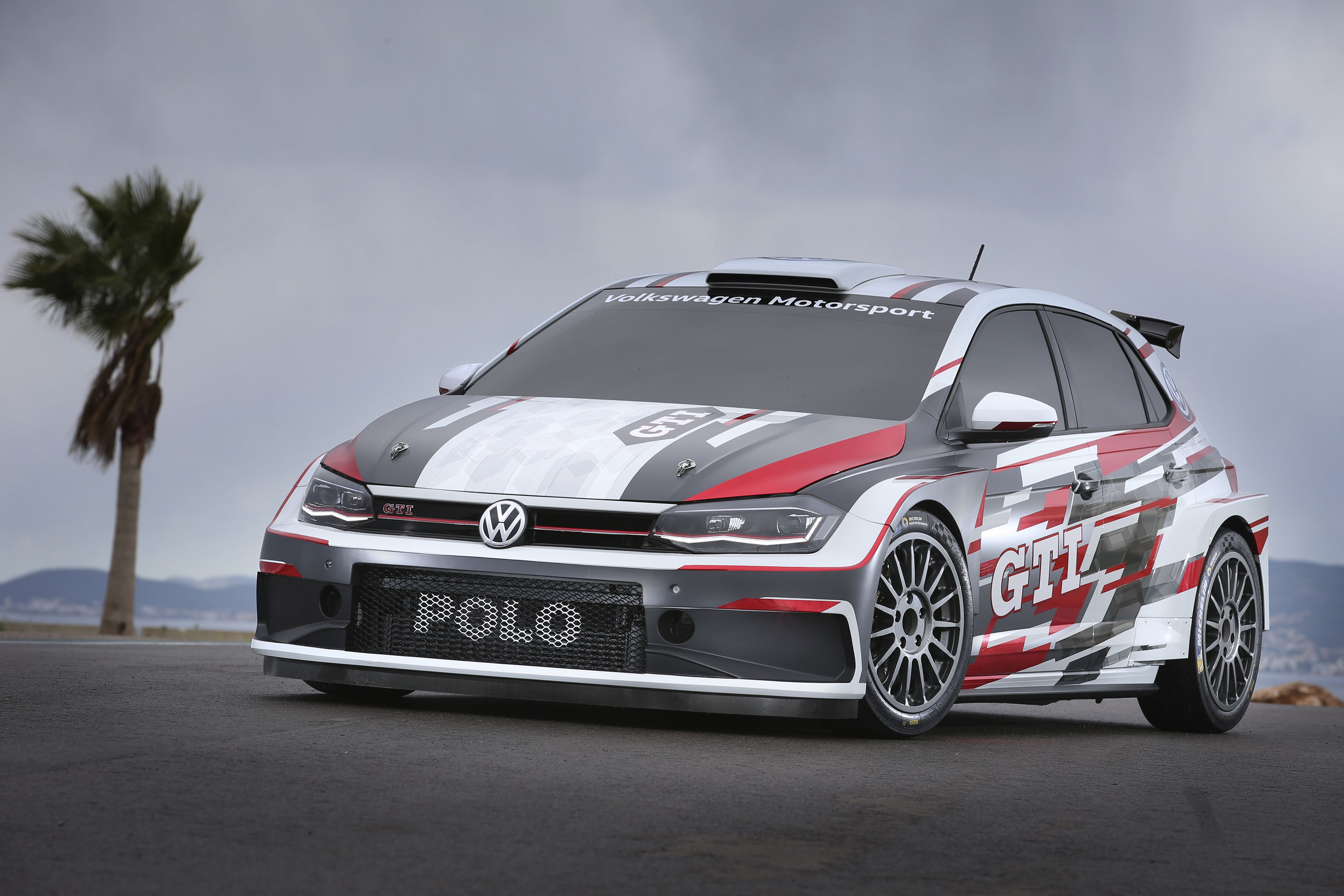
La Polo GTI R5 succède à la Polo WRC

Debut 2018, Camilli se fait recruter par l’écurie Volkswagen Motorsport pour développer la nouvelle VW Polo GTI R5, et parcourir des milliers de kilomètres à son bord. 
Durant l’année, M-Sport l’aligne sur quelques manches du WRC2. Il abandonne au Rallye Monte Carlo sur sortie de route alors qu’il occupait la première place et perd au Rallye d’Allemagne une victoire promise, sur abandon mécanique. 
Volkswagen Motorsport qui effectue son grand retour sur les rampes du WRC2 lui propose alors d’effectuer le lancement en compétition de cette nouvelle voiture au Rallye d'Espagne. Il est accompagné de Peter Solberg. Après un 6e temps au classement général au milieu des WRC dans la 1re spéciale, il rentre en leader au terme de la première journée sur terre, avant d'abandonner le lendemain sur problème mécanique (tringlerie de boite de vitesse). 
Volkswagen ne poursuit pas de programme officiel l’année suivante. Sans équipe, il s’aligne tout de même au départ du Tour de Corse en mars 2019, avec une équipe privée, mais épaulée par l’ingénieur en chef de chez Volkswagen. Eric Camilli et François Xavier Buresi, son ami et nouveau copilote, réalisent la totalité des meilleurs temps du rallye. Cependant, leur Polo R5 brûle en raison d'un ennui mécanique à proximité de l’arrivée du rallye, leur enlevant la victoire. 
Il retourne alors chez M-Sport en tant que pilote officiel au volant de la nouvelle Ford Fiesta MKII pour 2 courses, et termine les deux fois sur le podium WRC2 Pro en Finlande et Allemagne, offrant à cette nouvelle voiture son 1er scratch dans la plus longue spéciale du rallye.  
Il retrouve une place officielle, mais en qualité de pilote d’essais, chez Citroën Racing sur la C3 WRC à partir de mai 2019. Il prend part à une journée complète de développement en amont de chaque épreuve du WRC. L’écurie française lui propose de participer au Rallye d’Espagne 2019 à bord de la Citroën C3 R5; il remporte la course en WRC2 toujours en lutte avec son rival Mads Østberg. Quelques semaines plus tard, Citroën annonce son retrait de la catégorie WRC1 pour se concentrer sur le développement de la C3 R5 Rally2. 
Engagé par Citroën Racing et le Sainteloc Racing Team pour la saison 2020, il remporte la victoire de la catégorie R5 au Rallye Monte-Carlo 2020 (en), prenant la tête de la course de la première à la dernière spéciale du rallye. Il voit ensuite son programme se réduire dû au COVID-19 avec une seule autre apparition en Sardaigne, écourtée sur problème mécanique. 

#### 2021, championnat de France
2021 marque le retour à la compétition pour de nombreux équipages. Citroën Racing place Eric Camilli pour 3 courses officielles en WRC2 et annonce sa participation au Championnat de France des Rallyes Asphalte au sein du team PH Sport - Minerva Oil. 
Cette saison en France est marquée par une victoire au 47e rallye du Rouergue avec son copilote Christopher Guieu,, sa première en championnat de France. Il obtient d'autres accessits avec des podiums au rallye du Touquet et d'Antibes mais ne termine pas le championnat faute de budget. 
En WRC2, il termine troisième au Rallye Monte-Carlo 2021 et remporte le Rallye de Catalogne 2021.

#### 2022
Citroën Racing aligne Éric Camilli en WRC2 via le Saintéloc Junior Team. Leader au Monte-Carlo, une suspension endommagée l'empêche d'aller plus loin. Aligné en Croatie pour la manche suivante, une crevaison ruine ses espoirs de résultats alors qu'il était troisième provisoire. Un problème électrique survenu avant même le premier chrono du Rallye du Portugal écourte sa saison. 

#### 2023-2024, championnat de France
Faute de siège, Éric Camilli fait l'impasse sur la saison WRC-2 2023 et se consacre à nouveau au championnat de France.

### Carrière de metteur au point
En parallèle des compétitions, Camilli a participé à la mise au point des voitures de plusieurs écuries de pointe avant leur mise en circulation.
En 2015, l’écurie Toyota Motorsport, désireuse de revenir sur la scène du championnat du monde des rallyes (WRC) en 2017, engage Camilli comme pilote-essayeur pour préparer cette échéance. Il collabore au développement de la Toyota Yaris WRC qui récoltera 34 victoires en 67 rallyes.
En 2016, en parallèle de sa saison en tant que pilote officiel M-Sport, Camilli aide à préparer le futur de la marque pour le changement de réglementation de 2017. Il participe à la mise au point la Ford Fiesta WRC 2017 qui s'imposera dès sa première apparition au Monte-Carlo 2017.
En 2018, il est sollicité en catégorie WRC2 pour mettre au point la nouvelle Polo GTI R5. 
Citroën Racing le sollicite pour améliorer le niveau de performance de la C3 WRC en 2019. La même année, M-Sport fait de nouveau appel à ses services pour le développement de la nouvelle Fiesta, la Rally2 MKII. 
Sur la période 2020-2022, Citroën Racing poursuit son parcours en faisant appel à Camilli dans le développement de sa nouvelle voiture phare, la C3 Rally2. La voiture totalise 199 victoires, tous rallyes confondus.

## Palmarès
- 2013 : Vainqueur trophée Rallye Jeunes FFSA
  - Trophée DS3 R1 - Vainqueur au Rallye du Mont-Blanc et du Limousin
- 2014 : Peugeot 208 Rally Cup - Victoire au rallye du Limousin 2e au Rallye Terre des Causses et au Rallye Terre de l’Auxerrois.
  - Vainqueur sélection Toyota Motorsport
- 2015 : Pilote Toyota en WRC2 - 2e au Rallye d’Allemagne, 3e au Rallye de France, 2e au Rallye de Grande Bretagne
- 2016 : Pilote officiel WRC M-Sport - 5 eme au Rallye du Portugal, 6e au Rallye de France, 7e en Argentine
- 2017 : Pilote M-Sport WRC2 - Vice champion du monde WRC-2 - Victoire au Rallye d’Allemagne et 1er en catégorie RC2 au Rallye d’Italie
- 2018 : Pilote de développement de la Volkswagen Polo GTI R5
- 2019 : Vainqueur Rallye d’Espagne WRC2
- 2020 : Vainqueur du Rallye Monte Carlo WRC-3 et 1er en catégorie RC2
- 2021 : Vainqueur du Rallye d’Espagne WRC2, Vainqueur du Rallye du Rouergue, 2e du Rallye d'Antibes et du Rallye du Touquet
- 2023 : Vainqueur du Rallye du Rouergue et du Rallye Cœur de France - Vice champion de France des rallyes et vainqueur du Trophée Michelin (champion de France des rallyes amateur)[26]

## Victoires

### Enchampionnat de France des rallyes
| # | Année | Rallye                | Catégorie | Copilote            | Voiture                   |
| - | ----- | --------------------- | --------- | ------------------- | ------------------------- |
| 1 | 2021  | Rallye du Rouergue    | R5        | Christopher Guieu   | Citroën C3 Rally2 (en)    |
| 2 | 2023  | Rallye du Rouergue    | Rally2    | Benjamin Veillas    | Citroën C3 Rally2         |
| 3 | 2023  | Rallye Cœur de France | Rally2    | Thibault de la Haye | Citroën C3 Rally2         |
| 4 | 2024  | Rallye d'Antibes      | Rally2    | Thibault de la Haye | Hyundai i20 N Rally2 (en) |
| 5 | 2024  | Rallye du Rouergue    | Rally2    | Thibault de la Haye | Hyundai i20 N Rally2      |

### EnWRC-2
| # | Année | Rallye             | Catégorie | Copilote         | Voiture           |
| - | ----- | ------------------ | --------- | ---------------- | ----------------- |
| 1 | 2017  | Rallye d'Allemagne | WRC2      | Benjamin Veillas | Ford Fiesta R5    |
| 2 | 2019  | Rallye d'Espagne   | WRC2      | Benjamin Veillas | Citroën C3 R5     |
| 3 | 2021  | Rallye d'Espagne   | WRC2      | Maxime Vilmot    | Citroën C3 Rally2 |

### EnWRC-3
| # | Année | Rallye             | Catégorie | Copilote               | Voiture       |
| - | ----- | ------------------ | --------- | ---------------------- | ------------- |
| 1 | 2020  | Rallye Monte-Carlo | WRC3      | François-Xavier Buresi | Citroën C3 R5 |